# 창술

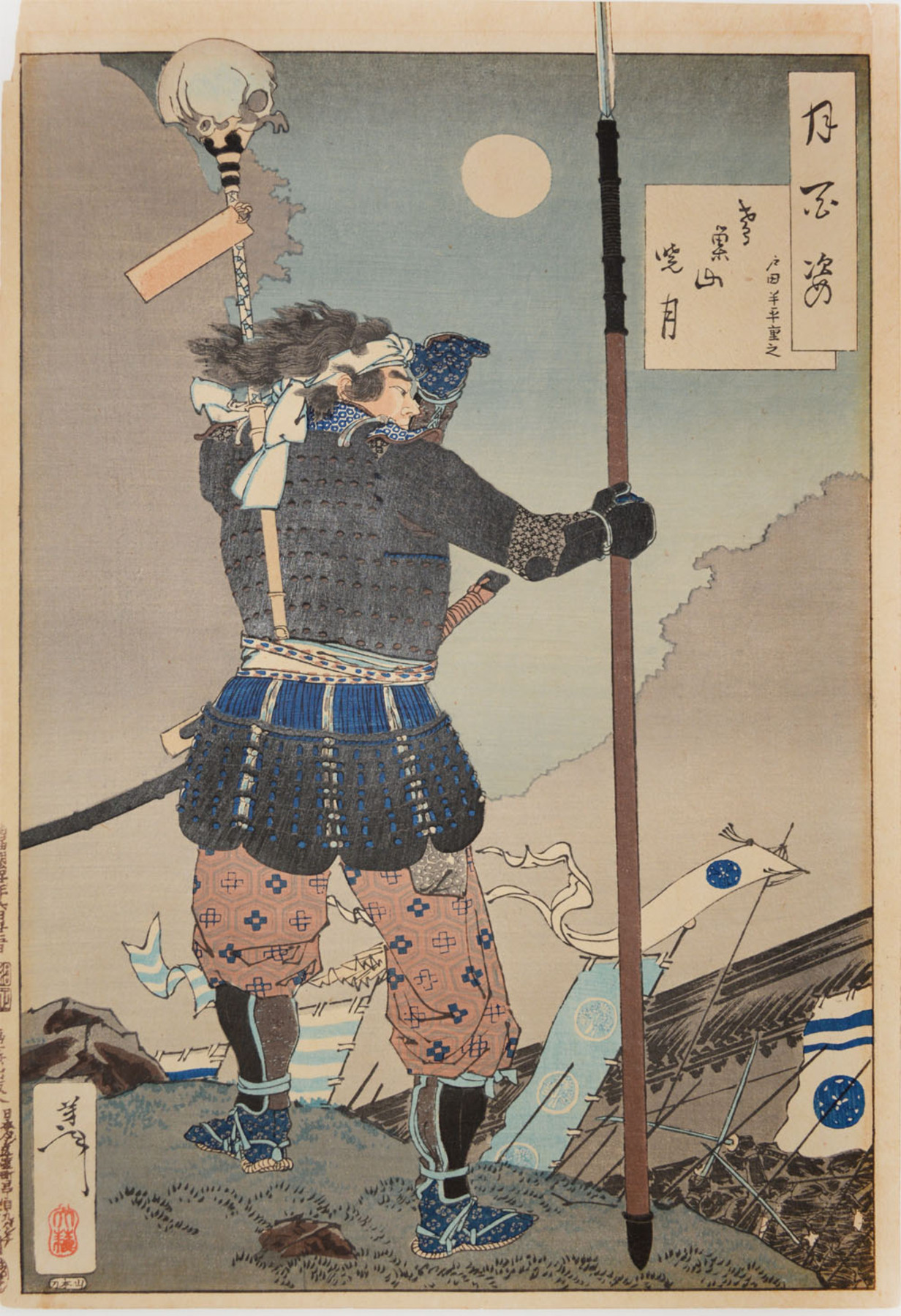
무사가 창을 들고 서있는 모습

창술(槍術)은 창을 사용한 무술을 일컫는다.

## 아시아

### 일본

#### 기원
창이 일본 신화에서 깊은 역할을 했고, 일본 섬 자체가 창인 아메노누호코(천상의 보석 박힌 창) 끝에서 떨어지는 소금물로 만들어졌다고 전해지지만, 무기로서 최초의 창 원형은 아시아 대륙에서 가져왔다. 이러한 초기 버전은 일본인에게 적합하지 않다고 여겨졌으며, 이후 기술이 허락했을 때 재설계되었다.

#### 사용과 인기
야리는 일본의 봉건 시대 내내 인기 있는 무기였는데, 다른 동시대의 전장터 무기보다 생산 비용이 저렴하고 훈련 시간이 덜 필요했으며, 일본에 총기가 도입된 후에는 총기와 함께 아시가루 병사들의 밀집 대형에 적합했다. 창술의 인기 절정은 13세기 몽골 침입 직후였는데, 몽골군 역시 다수의 창병을 사용했다.
일본인들은 결국 창의 머리 부분을 여러 가지 다양한 형태로 변형시켜, 보병과 기병 모두 창을 사용하게 되었고, 주로 찌르기에 더해 베는 용도로도 사용하게 되었다.

#### 현대적 수련
창술은 일반적으로 종합적인 전통(고류무술) 유파의 교육 과정 중 한 가지 구성 요소일 뿐이다. 현재까지 존재하는 텐신 쇼덴 카토리 신토류는 창술을 공식 교육 과정에 포함시킨 최초의 유파라고 주장하며, 또 다른 매우 잘 알려진 창술 유파는 호조인류이다. 오늘날 창술을 여전히 가르치는 유파는 매우 적지만, 한때는 450개나 되었다.

## 같이 보기
- 아이키도
- 조
- 총검도
- 나기나타
- 검술